# Токомбаева, Айсулу Асанбековна
Айсулу́ Асанбе́ковна Токомба́ева (кирг. Айсулуу Асанбековна Токомбаева; род. 22 сентября 1947, Фрунзе, Киргизская ССР, СССР) — советская, киргизская артистка балета, танцовщица, балетмейстер, хореограф, педагог. Народная артистка СССР (1981). Лауреат Государственной премии СССР (1976).

## Биография
Айсулу Токомбаева родилась 22 сентября 1947 года во Фрунзе (ныне Бишкек, Кыргызстан).
Окончила Ленинградское хореографическое училище имени А. Вагановой (ныне Академия русского балета имени А. Я. Вагановой) по классу Н. В. Беликовой (1958—1966).
С 1966 года — в балетной труппе Киргизского театра оперы и балета имени А. Малдыбаева, с 1967 — солистка. Сценическим партнёром был народный артист СССР Чолпонбек Базарбаев.
Принимала участие в постановке балетов «Лебединое озеро» П. Чайковского, «Спартак» А. Хачатуряна и других.
Гастролировала по городам СССР и за рубежом: Польша, Болгария, Финляндия, Ливия, Тунис, Швеция, Италия, Югославия, Венгрия, Дания, Швейцария.
Член КПСС с 1973 года.
С 1995 года ведет педагогическую работу в Турции, где преподаёт хореографию в консерватории Университета «Хаджеттепе» (Анкара).
В июне 2012 года в Бишкеке проходил I Международный конкурс хореографических учебных заведений «Ак-Куу-2012», где председателем жюри была Айсулу Токомбаева.

## Награды и звания
- Народная артистка Киргизской ССР (1975)
- Народная артистка СССР (1981)
- Государственная премия СССР (1976) — за исполнение партии Толгонай в балетном спектакле «Материнское поле» К. Молдобасанова
- Премия Ленинского комсомола Киргизской ССР (1970)
- Международная премия им. Ч. Айтматова[3]

## Балетные партии
- 1966 — «Лебединое озеро» П. Чайковского — Одетта-Одиллия
- 1967 — «Шопениана» Ф. Шопена — Сильфида
- 1967 — «Утренняя звезда» М. Раухвергера — Чолпон
- 1969 — «Асель» В. Власова — Асель
- 1969 — «Спящая красавица» П. Чайковского — Аврора
- 1969 — «Спартак» А. Хачатуряна — Фригия
- 1971 — «Щелкунчик» П. Чайковского — Маша
- 1973 — «Жизель» А. Адана — Жизель
- 1974 — «Материнское поле» К. Молдобасанова — Толгонай
- 1980 — «Макбет» К. Молчанова — леди Макбет
- 1989 — «Тысяча и одна ночь» Ф. Амирова — Шехерезада
- «Баядерка» Л. Минкуса — Никия
- «Сильфида» Х. Лёвенскьольда — Сильфида
- «Кармен» Ж. Бизе — Кармен
- «Томирис» У. Мусаева — Томирис
- «Легенда о любви» А. Меликова — Ширин, Мехменэ-Бану
- «Бахчисарайский фонтан» Б. Асафьева — Мария
- «Болеро» М. Равеля — Свобода
- «Дон Жуан» К. Глюка — Анна
- «Ромео и Джульетта» С. Прокофьева — Джульетта